# Seznam německých názvů hřebenů v Krkonoších
Seznam německých názvů hřebenů v Krkonoších shrnuje abecedně české názvy hřebenů s jejich německým ekvivalentem. Ve spodní části tabulky jsou uvedené nepojmenované hřebeny, které mají německý název.
| Český název     | Německý název               | Poznámka                              |
| --------------- | --------------------------- | ------------------------------------- |
| Čepel           | Tüpelstein                  | polsky Czepiel                        |
| Dlouhý hřeben   | Langerberg                  |                                       |
| Kozelský hřeben | Koschel Kamm                |                                       |
| Kozí hřbety     | Ziegenrücken                |                                       |
| Kozlí hřbet     | Bock Floss Kamm             |                                       |
| Lesní hřeben    | Schmiedeberger Kamm         |                                       |
| Obří hřeben     | Riesenkamm                  | polsky Czarny Grzbiet                 |
| Plešivec        | Plechkamm                   |                                       |
| Pomezní hřeben  | Kolben Kamm                 | polsky Grzbiet Lasocki                |
| Rýchory         | Rehorngebirge či jen Rehorn |                                       |
| Slezský hřbet   | Schlesischer Kamm           | úsek Labská louka - Špindlerova bouda |
| Stříbrný hřeben | Silber Kamm                 |                                       |
| Vlčí hřeben     | Wolfskamm                   |                                       |
| bezejmenný      | Heidelberg Kamm             | Rovinka - Křížovky                    |
| bezejmenný      | Mulden Kamm                 | Novosvětský průsmyk - Szrenica        |